# Syndrome inflammatoire
En médecine, un syndrome inflammatoire est la représentation clinique et biologique d'une inflammation. On le subdivise en syndrome clinique et syndrome biologique.

## Syndrome inflammatoire clinique
Un syndrome inflammatoire local se caractérise par une tétrade sémiologique classique : douleur, tuméfaction, rougeur et chaleur. Ces signes sont facilement observables lorsque l'inflammation concerne la peau ou un tissu adjacent.
Un syndrome inflammatoire général associe la fièvre (par l'action d'interleukine) et une altération de l'état général, plus marquée en cas d'inflammation chronique (consécutive de la sécrétion de TNF).

## Syndrome inflammatoire biologique
Il existe différents marqueurs biologiques de l'inflammation, dont les taux varient selon des cinétiques différentes.

### Marqueurs plasmatiques
- La protéine C réactive est la protéine de la phase aiguë de l'inflammation la plus utilisée. Sa valeur normale est inférieure à 5 mg/L. L'élévation de son taux signe la présence d'une inflammation, l'augmentation est faible dans une infection virale, plus importante dans une infection bactérienne. En cas d'inflammation, son taux augmente rapidement dès la 6e heure, atteint son maximum à la 24e h et décroît à partir de la 48e heure.

- Les protéines de la phase tardive de l'inflammation que sont l'haptoglobine, l'orosomucoïde et le fibrinogène augmentent à partir du 2e jour et atteignent un maximum au 5e jour. En pratique courante, c'est le fibrinogène qui est le plus utilisé, son taux normal étant compris entre 2 et 4 g/l.

- Les protéines « négatives » (dont le taux abaissé est marqueur d'inflammation) sont l'albumine, la préalbumine et la transferrine.

- L'électrophorèse des protéines peut montrer une augmentation des alpha1-globulines (orosomucoïde), des alpha2-globulines (haptoglobine) et des gammaglobulines (anticorps), ainsi qu'une diminution de l'albumine.

- La procalcitonine est plus spécifique d'une affection bactérienne, parasitaire ou fongique. Son élévation se fait à partir de la 3e heure.

### Marqueurs cellulaires
- La vitesse de sédimentation érythrocytaire est le marqueur aspécifique de l'inflammation. Sa cinétique est lente, et son élévation peut être due à des pathologies non liées à un syndrome inflammatoire.

- L'hémogramme peut montrer une anémie hypochrome microcytaire, arégénérative, associée à une hyperleucocytose et à une thrombocytose. L'anémie est associée à un taux de fer bas et un taux de ferritine élevée. Au cours de la phase précoce du syndrome inflammatoire, on observe une anémie normocytaire. (Ces marqueurs ne font pas partie de la definition du Syndrome Inflammatoire Biologique, et ne sont pas nécessairement retrouvés.)

## Syndrome de réponse inflammatoire systémique
Le syndrome de réponse inflammatoire systémique (ou SIRS) est un syndrome clinicobiologique stigmate d'inflammation, défini par l'association de fièvre (ou hyperthermie), tachycardie, tachypnée et hyperleucocytose (ou leucopénie). Ce syndrome a pour avantage d'être simple et consensuel.
Sa définition exacte nécessite la présence d'au moins deux des signes suivants :
- une température corporelle > 38 °C ou < 36 °C ;
- une fréquence cardiaque > 90 par minute ;
- une fréquence respiratoire > 20 par minute ou une hyperventilation se traduisant par une PaCO2 < 32 mmHg (< 4,3 kPa) en air ambiant ;
- une hyperleucocytose > 12 000 /mm3 ou une leucopénie < 4 000 /mm3 ou > 10 % de cellules immatures.

## Étiologie
Les principales causes du syndrome inflammatoire sont représentées par les infections, les maladies auto-immunes et les cancers.